# Hausmannia
Hausmannia is een geslacht van uitgestorven varens uit de familie Dipteridaceae. Vertegenwoordigers van dit geslacht uit het Mesozoïcum worden wereldwijd gevonden.
Ze worden gekenmerkt door zittende, wigvormige of waaiervormige bladen, met een middennerf die zich dichotoom vertakt, en kleinere zijnerven die in een rechte hoek aftakken, waardoor een netwerk van rechthoekige mazen ontstaan. Elke maas van het netwerk draagt één of twee ronde sporenhoopjes of sori, zonder of met of onvolledige dekvliesjes, elk met drie tot zes ronde of eivormige sporendoosjes of sporangia. De sporendoosjes dragen een schuine annulus (een lijn van bijzondere, verdikte cellen van de sporangiumsteel tot de top, die een rol speelt bij het openen van het sporendoosje).

## Naamgeving en etymologie
De botanische naam Hausmannia is een eerbetoon aan de Duitse mineraloog Johann Friedrich Ludwig Hausmann (1782-1859).

## Soortenlijst
Hier volgt een onvolledige soortenlijst:
- Hausmannia bipartita Samyl. et Shczep
- Hausmannia buchii Andrae
- Hausmannia crenata Nathorst (1878)
- Hausmannia deferrariisii Feruglio (1937)
- Hausmannia dentata Oishi
- Hausmannia dichotoma Dunker
- Hausmannia fisheri (Knowlton) Oishi et Yamasita
- Hausmannia forchhammeri Bartholin (1892)
- Hausmannia indica Gupta
- Hausmannia kohlmannii P.B.Richt
- Hausmannia montanensis LaPasha & Miller
- Hausmannia morinii Stockey, Rothwell & Little
- Hausmannia papilio Feruglio
- Hausmannia rigida Newby (1895)
- Hausmannia sinensis Wang & Zhang
- Hausmannia ussuriensis Kryshtofovich

Geslacht: Cheiropleuria

Soorten: C. bicuspis · C. integrifolia · C. parva · C. tricuspe · C. vespertilio

Geslacht: Dictyophyllum †

Soorten: D. acutilobum · D. bremerense · D. davidii · D. irregularis · D. nilssonii · D. rugosum · D. shirleyi

Geslacht: Dipteris

Soorten: D. chinensis · D. conjugata · D. lobbiana · D. nieuwenhuisii · D. novoguineensis · D. papilioniformis · D. quinquefurcata · D. wallichii 

Geslacht: Hausmannia †

Soorten: H. bipartita · H. buchii · H. crenata · H. deferrariisii · H. dentata · H. dichotoma · H. fisheri · H. forchhammeri · H. indica · H. kohlmannii · H. montanensis · H. morinii · H. papilio · H. rigida · H. sinensis · H. ussuriensis